# Lista di asteroidi (403001-404000)
Di seguito una lista di asteroidi dal numero 403001 al 404000 con data di scoperta e scopritore.

## 403001-403100
| Nome     | Designazione provvisoria | Data di scoperta  | Scopritore        |
| -------- | ------------------------ | ----------------- | ----------------- |
| 403001 - | 2007 VE266               | 2 novembre 2007   | Spacewatch        |
| 403002 - | 2007 VE270               | 15 novembre 2007  | LINEAR            |
| 403003 - | 2007 VG270               | 15 novembre 2007  | LINEAR            |
| 403004 - | 2007 VV276               | 14 novembre 2007  | Spacewatch        |
| 403005 - | 2007 VP283               | 14 novembre 2007  | Spacewatch        |
| 403006 - | 2007 VD288               | 12 novembre 2007  | Mt. Lemmon Survey |
| 403007 - | 2007 VA291               | 2 ottobre 2003    | Spacewatch        |
| 403008 - | 2007 VH298               | 2 novembre 2007   | CSS               |
| 403009 - | 2007 VP305               | 1º novembre 2007  | Spacewatch        |
| 403010 - | 2007 VS312               | 2 novembre 2007   | Spacewatch        |
| 403011 - | 2007 VE328               | 8 novembre 2007   | Spacewatch        |
| 403012 - | 2007 VD332               | 7 novembre 2007   | Spacewatch        |
| 403013 - | 2007 VX332               | 9 novembre 2007   | LINEAR            |
| 403014 - | 2007 VH333               | 9 novembre 2007   | Mt. Lemmon Survey |
| 403015 - | 2007 WP5                 | 17 novembre 2007  | LINEAR            |
| 403016 - | 2007 WY7                 | 2 novembre 2007   | LINEAR            |
| 403017 - | 2007 WJ24                | 18 novembre 2007  | Mt. Lemmon Survey |
| 403018 - | 2007 WY27                | 3 novembre 2007   | Spacewatch        |
| 403019 - | 2007 WY55                | 15 settembre 2007 | Mt. Lemmon Survey |
| 403020 - | 2007 WV61                | 17 novembre 2007  | LINEAR            |
| 403021 - | 2007 WZ62                | 19 novembre 2007  | Mt. Lemmon Survey |
| 403022 - | 2007 XG3                 | 4 novembre 2007   | LINEAR            |
| 403023 - | 2007 XR5                 | 4 dicembre 2007   | CSS               |
| 403024 - | 2007 XU16                | 11 dicembre 2007  | OAM               |
| 403025 - | 2007 XH20                | 13 dicembre 2007  | Chante-Perdrix    |
| 403026 - | 2007 XL35                | 4 dicembre 2007   | CSS               |
| 403027 - | 2007 XE45                | 15 dicembre 2007  | Spacewatch        |
| 403028 - | 2007 XE50                | 5 novembre 2007   | Mt. Lemmon Survey |
| 403029 - | 2007 XK52                | 6 dicembre 2007   | Spacewatch        |
| 403030 - | 2007 XX56                | 4 dicembre 2007   | Spacewatch        |
| 403031 - | 2007 YG14                | 5 dicembre 2007   | Spacewatch        |
| 403032 - | 2007 YF43                | 15 dicembre 2007  | Spacewatch        |
| 403033 - | 2007 YK53                | 30 dicembre 2007  | Mt. Lemmon Survey |
| 403034 - | 2007 YU58                | 8 novembre 2007   | Mt. Lemmon Survey |
| 403035 - | 2007 YB59                | 4 dicembre 2007   | LINEAR            |
| 403036 - | 2007 YN62                | 30 dicembre 2007  | Spacewatch        |
| 403037 - | 2007 YX67                | 19 dicembre 2007  | Mt. Lemmon Survey |
| 403038 - | 2007 YG68                | 31 dicembre 2007  | Spacewatch        |
| 403039 - | 2008 AE                  | 1º gennaio 2008   | CSS               |
| 403040 - | 2008 AZ4                 | 30 dicembre 2007  | Mt. Lemmon Survey |
| 403041 - | 2008 AC5                 | 7 gennaio 2008    | LUSS              |
| 403042 - | 2008 AC14                | 10 gennaio 2008   | Mt. Lemmon Survey |
| 403043 - | 2008 AZ18                | 10 gennaio 2008   | Mt. Lemmon Survey |
| 403044 - | 2008 AO26                | 10 gennaio 2008   | CSS               |
| 403045 - | 2008 AD29                | 1º gennaio 2008   | Yeung, W. K. Y.   |
| 403046 - | 2008 AU30                | 30 dicembre 2007  | Spacewatch        |
| 403047 - | 2008 AB32                | 14 gennaio 2008   | Sarneczky, K.     |
| 403048 - | 2008 AR35                | 10 gennaio 2008   | Spacewatch        |
| 403049 - | 2008 AY36                | 10 gennaio 2008   | CSS               |
| 403050 - | 2008 AC67                | 11 gennaio 2008   | Spacewatch        |
| 403051 - | 2008 AC71                | 19 novembre 2007  | Mt. Lemmon Survey |
| 403052 - | 2008 AP76                | 12 gennaio 2008   | Spacewatch        |
| 403053 - | 2008 AJ77                | 12 gennaio 2008   | Spacewatch        |
| 403054 - | 2008 AN78                | 13 novembre 2007  | Mt. Lemmon Survey |
| 403055 - | 2008 AR84                | 12 gennaio 2008   | OAM               |
| 403056 - | 2008 AV91                | 14 gennaio 2008   | Spacewatch        |
| 403057 - | 2008 AZ107               | 30 dicembre 2007  | Spacewatch        |
| 403058 - | 2008 AZ114               | 11 gennaio 2008   | Spacewatch        |
| 403059 - | 2008 AO115               | 10 gennaio 2008   | Mt. Lemmon Survey |
| 403060 - | 2008 AW137               | 22 luglio 2006    | Mt. Lemmon Survey |
| 403061 - | 2008 BR5                 | 30 dicembre 2007  | Spacewatch        |
| 403062 - | 2008 BB20                | 30 gennaio 2008   | Spacewatch        |
| 403063 - | 2008 BZ21                | 30 gennaio 2008   | Spacewatch        |
| 403064 - | 2008 BZ33                | 30 gennaio 2008   | Spacewatch        |
| 403065 - | 2008 BN34                | 30 gennaio 2008   | Spacewatch        |
| 403066 - | 2008 BD40                | 18 dicembre 2007  | Mt. Lemmon Survey |
| 403067 - | 2008 BF42                | 20 ottobre 2007   | Spacewatch        |
| 403068 - | 2008 BL42                | 31 gennaio 2008   | CSS               |
| 403069 - | 2008 BU42                | 31 dicembre 2007  | Mt. Lemmon Survey |
| 403070 - | 2008 BW42                | 31 gennaio 2008   | LUSS              |
| 403071 - | 2008 BV47                | 30 gennaio 2008   | Spacewatch        |
| 403072 - | 2008 BV51                | 18 gennaio 2008   | Mt. Lemmon Survey |
| 403073 - | 2008 BV53                | 30 gennaio 2008   | Mt. Lemmon Survey |
| 403074 - | 2008 CZ2                 | 1º febbraio 2008  | Mt. Lemmon Survey |
| 403075 - | 2008 CD3                 | 1º febbraio 2008  | Mt. Lemmon Survey |
| 403076 - | 2008 CV12                | 3 febbraio 2008   | Spacewatch        |
| 403077 - | 2008 CW12                | 20 novembre 2007  | Mt. Lemmon Survey |
| 403078 - | 2008 CP13                | 3 febbraio 2008   | Spacewatch        |
| 403079 - | 2008 CF18                | 3 febbraio 2008   | CSS               |
| 403080 - | 2008 CJ19                | 9 novembre 2007   | Mt. Lemmon Survey |
| 403081 - | 2008 CU19                | 6 febbraio 2008   | CSS               |
| 403082 - | 2008 CV20                | 19 ottobre 2007   | Mt. Lemmon Survey |
| 403083 - | 2008 CA23                | 14 settembre 2006 | Spacewatch        |
| 403084 - | 2008 CK34                | 2 febbraio 2008   | Spacewatch        |
| 403085 - | 2008 CK37                | 2 febbraio 2008   | Spacewatch        |
| 403086 - | 2008 CW43                | 11 gennaio 2008   | Mt. Lemmon Survey |
| 403087 - | 2008 CB44                | 2 febbraio 2008   | Spacewatch        |
| 403088 - | 2008 CC46                | 2 febbraio 2008   | Spacewatch        |
| 403089 - | 2008 CB61                | 7 febbraio 2008   | Mt. Lemmon Survey |
| 403090 - | 2008 CX67                | 8 febbraio 2008   | Mt. Lemmon Survey |
| 403091 - | 2008 CX72                | 7 febbraio 2008   | CSS               |
| 403092 - | 2008 CA73                | 10 febbraio 2008  | LINEAR            |
| 403093 - | 2008 CO84                | 23 ottobre 2006   | NEAT              |
| 403094 - | 2008 CY87                | 7 febbraio 2008   | Mt. Lemmon Survey |
| 403095 - | 2008 CJ95                | 14 novembre 2007  | Mt. Lemmon Survey |
| 403096 - | 2008 CQ107               | 2 febbraio 2008   | Spacewatch        |
| 403097 - | 2008 CN119               | 11 febbraio 2008  | Kugel, F.         |
| 403098 - | 2008 CW122               | 7 febbraio 2008   | Mt. Lemmon Survey |
| 403099 - | 2008 CQ126               | 8 febbraio 2008   | Spacewatch        |
| 403100 - | 2008 CP137               | 8 febbraio 2008   | Spacewatch        |

## 403101-403200
| Nome     | Designazione provvisoria | Data di scoperta  | Scopritore        |
| -------- | ------------------------ | ----------------- | ----------------- |
| 403101 - | 2008 CK138               | 1º febbraio 2008  | Spacewatch        |
| 403102 - | 2008 CU148               | 15 gennaio 2008   | Mt. Lemmon Survey |
| 403103 - | 2008 CS151               | 9 febbraio 2008   | Spacewatch        |
| 403104 - | 2008 CR152               | 9 febbraio 2008   | Spacewatch        |
| 403105 - | 2008 CJ158               | 9 febbraio 2008   | Spacewatch        |
| 403106 - | 2008 CO159               | 9 febbraio 2008   | Spacewatch        |
| 403107 - | 2008 CC160               | 9 febbraio 2008   | Spacewatch        |
| 403108 - | 2008 CJ160               | 9 febbraio 2008   | Spacewatch        |
| 403109 - | 2008 CH181               | 10 febbraio 2008  | LONEOS            |
| 403110 - | 2008 CU185               | 12 gennaio 2008   | LINEAR            |
| 403111 - | 2008 CV187               | 20 novembre 2007  | Mt. Lemmon Survey |
| 403112 - | 2008 CG189               | 10 gennaio 2008   | CSS               |
| 403113 - | 2008 CK195               | 13 febbraio 2008  | Mt. Lemmon Survey |
| 403114 - | 2008 CV201               | 8 febbraio 2008   | Mt. Lemmon Survey |
| 403115 - | 2008 CM209               | 3 febbraio 2008   | CSS               |
| 403116 - | 2008 DO2                 | 18 gennaio 2008   | Spacewatch        |
| 403117 - | 2008 DT7                 | 24 febbraio 2008  | Mt. Lemmon Survey |
| 403118 - | 2008 DB12                | 10 gennaio 2008   | Mt. Lemmon Survey |
| 403119 - | 2008 DV14                | 26 febbraio 2008  | Mt. Lemmon Survey |
| 403120 - | 2008 DC16                | 27 febbraio 2008  | CSS               |
| 403121 - | 2008 DX16                | 15 dicembre 2007  | CSS               |
| 403122 - | 2008 DJ38                | 27 febbraio 2008  | Spacewatch        |
| 403123 - | 2008 DA53                | 10 febbraio 2008  | Mt. Lemmon Survey |
| 403124 - | 2008 DV56                | 29 febbraio 2008  | CSS               |
| 403125 - | 2008 DZ64                | 10 febbraio 2008  | Spacewatch        |
| 403126 - | 2008 DO76                | 28 febbraio 2008  | Mt. Lemmon Survey |
| 403127 - | 2008 DK84                | 28 febbraio 2008  | Mt. Lemmon Survey |
| 403128 - | 2008 DD87                | 27 febbraio 2008  | Mt. Lemmon Survey |
| 403129 - | 2008 EC9                 | 8 marzo 2008      | CSS               |
| 403130 - | 2008 EK9                 | 9 marzo 2008      | LINEAR            |
| 403131 - | 2008 EY18                | 24 febbraio 2008  | Spacewatch        |
| 403132 - | 2008 EU20                | 2 marzo 2008      | Spacewatch        |
| 403133 - | 2008 EC39                | 4 marzo 2008      | Spacewatch        |
| 403134 - | 2008 ED47                | 5 marzo 2008      | Mt. Lemmon Survey |
| 403135 - | 2008 EX69                | 4 marzo 2008      | Mt. Lemmon Survey |
| 403136 - | 2008 EL74                | 28 febbraio 2008  | Spacewatch        |
| 403137 - | 2008 EX74                | 7 marzo 2008      | Spacewatch        |
| 403138 - | 2008 EZ74                | 7 marzo 2008      | Spacewatch        |
| 403139 - | 2008 EH96                | 6 marzo 2008      | Mt. Lemmon Survey |
| 403140 - | 2008 EV103               | 5 marzo 2008      | Mt. Lemmon Survey |
| 403141 - | 2008 EG124               | 10 marzo 2008     | Spacewatch        |
| 403142 - | 2008 EN135               | 11 marzo 2008     | Spacewatch        |
| 403143 - | 2008 EU141               | 12 febbraio 2008  | Mt. Lemmon Survey |
| 403144 - | 2008 ED162               | 11 marzo 2008     | Mt. Lemmon Survey |
| 403145 - | 2008 ES162               | 30 settembre 2005 | Mt. Lemmon Survey |
| 403146 - | 2008 FD                  | 17 novembre 2007  | Spacewatch        |
| 403147 - | 2008 FS9                 | 30 settembre 2005 | Mt. Lemmon Survey |
| 403148 - | 2008 FV20                | 27 marzo 2008     | Spacewatch        |
| 403149 - | 2008 FZ27                | 27 marzo 2008     | Spacewatch        |
| 403150 - | 2008 FP37                | 28 marzo 2008     | Spacewatch        |
| 403151 - | 2008 FF45                | 26 febbraio 2008  | Mt. Lemmon Survey |
| 403152 - | 2008 FQ72                | 30 marzo 2008     | Spacewatch        |
| 403153 - | 2008 FU89                | 29 marzo 2008     | Mt. Lemmon Survey |
| 403154 - | 2008 FG94                | 29 marzo 2008     | Spacewatch        |
| 403155 - | 2008 FK97                | 30 marzo 2008     | Spacewatch        |
| 403156 - | 2008 FR101               | 30 marzo 2008     | Spacewatch        |
| 403157 - | 2008 FT102               | 30 marzo 2008     | Spacewatch        |
| 403158 - | 2008 FL113               | 31 marzo 2008     | Spacewatch        |
| 403159 - | 2008 FY116               | 31 marzo 2008     | Spacewatch        |
| 403160 - | 2008 FU122               | 27 marzo 2008     | Spacewatch        |
| 403161 - | 2008 FQ125               | 31 marzo 2008     | Mt. Lemmon Survey |
| 403162 - | 2008 FK129               | 30 marzo 2008     | Spacewatch        |
| 403163 - | 2008 FO135               | 31 marzo 2008     | Mt. Lemmon Survey |
| 403164 - | 2008 FH136               | 27 marzo 2008     | Mt. Lemmon Survey |
| 403165 - | 2008 GQ58                | 5 aprile 2008     | Mt. Lemmon Survey |
| 403166 - | 2008 GF91                | 6 aprile 2008     | Mt. Lemmon Survey |
| 403167 - | 2008 GX99                | 28 marzo 2008     | Spacewatch        |
| 403168 - | 2008 GO102               | 10 aprile 2008    | Spacewatch        |
| 403169 - | 2008 GU103               | 11 aprile 2008    | Spacewatch        |
| 403170 - | 2008 GP123               | 13 aprile 2008    | Mt. Lemmon Survey |
| 403171 - | 2008 GG126               | 14 aprile 2008    | Mt. Lemmon Survey |
| 403172 - | 2008 GO129               | 3 aprile 2008     | Spacewatch        |
| 403173 - | 2008 GK139               | 30 agosto 2005    | Spacewatch        |
| 403174 - | 2008 GT144               | 4 aprile 2008     | Mt. Lemmon Survey |
| 403175 - | 2008 GF146               | 14 aprile 2008    | Mt. Lemmon Survey |
| 403176 - | 2008 HR                  | 24 aprile 2008    | Mt. Lemmon Survey |
| 403177 - | 2008 HH4                 | 1º aprile 2008    | Spacewatch        |
| 403178 - | 2008 HE19                | 26 settembre 2005 | Spacewatch        |
| 403179 - | 2008 HT20                | 14 aprile 2008    | Spacewatch        |
| 403180 - | 2008 HW54                | 29 aprile 2008    | Spacewatch        |
| 403181 - | 2008 HM58                | 30 aprile 2008    | Mt. Lemmon Survey |
| 403182 - | 2008 HY64                | 30 aprile 2008    | Spacewatch        |
| 403183 - | 2008 JS7                 | 26 aprile 2008    | Mt. Lemmon Survey |
| 403184 - | 2008 JP16                | 3 maggio 2008     | Mt. Lemmon Survey |
| 403185 - | 2008 JC22                | 6 maggio 2008     | Spacewatch        |
| 403186 - | 2008 JG35                | 3 maggio 2008     | CSS               |
| 403187 - | 2008 JC36                | 3 maggio 2008     | Mt. Lemmon Survey |
| 403188 - | 2008 JV36                | 7 maggio 2008     | Spacewatch        |
| 403189 - | 2008 KN22                | 28 maggio 2008    | Spacewatch        |
| 403190 - | 2008 KO31                | 6 aprile 2008     | Mt. Lemmon Survey |
| 403191 - | 2008 KN33                | 29 maggio 2008    | Mt. Lemmon Survey |
| 403192 - | 2008 KM39                | 30 maggio 2008    | Spacewatch        |
| 403193 - | 2008 KX40                | 13 maggio 2008    | Mt. Lemmon Survey |
| 403194 - | 2008 LF4                 | 2 giugno 2008     | Spacewatch        |
| 403195 - | 2008 LN12                | 10 giugno 2008    | Ryan, W. H.       |
| 403196 - | 2008 PL9                 | 8 giugno 2007     | Spacewatch        |
| 403197 - | 2008 QS21                | 26 agosto 2008    | LINEAR            |
| 403198 - | 2008 RV24                | 6 settembre 2008  | CSS               |
| 403199 - | 2008 RC56                | 3 settembre 2008  | Spacewatch        |
| 403200 - | 2008 SL59                | 20 settembre 2008 | Spacewatch        |

## 403201-403300
| Nome     | Designazione provvisoria | Data di scoperta  | Scopritore        |
| -------- | ------------------------ | ----------------- | ----------------- |
| 403201 - | 2008 SY68                | 22 settembre 2008 | Spacewatch        |
| 403202 - | 2008 SS91                | 21 settembre 2008 | Spacewatch        |
| 403203 - | 2008 SP197               | 25 settembre 2008 | Spacewatch        |
| 403204 - | 2008 ST200               | 26 settembre 2008 | Spacewatch        |
| 403205 - | 2008 SC256               | 20 settembre 2008 | Spacewatch        |
| 403206 - | 2008 TA8                 | 4 ottobre 2008    | OAM               |
| 403207 - | 2008 TT19                | 1º ottobre 2008   | Mt. Lemmon Survey |
| 403208 - | 2008 TQ32                | 1º ottobre 2008   | Spacewatch        |
| 403209 - | 2008 TW52                | 26 marzo 2003     | Spacewatch        |
| 403210 - | 2008 TS73                | 2 ottobre 2008    | Spacewatch        |
| 403211 - | 2008 TP97                | 4 settembre 2008  | Spacewatch        |
| 403212 - | 2008 TQ112               | 23 settembre 2008 | CSS               |
| 403213 - | 2008 TU161               | 8 ottobre 2008    | Spacewatch        |
| 403214 - | 2008 TX171               | 8 ottobre 2008    | Mt. Lemmon Survey |
| 403215 - | 2008 TE183               | 2 ottobre 2008    | LINEAR            |
| 403216 - | 2008 US11                | 8 ottobre 2008    | Mt. Lemmon Survey |
| 403217 - | 2008 UX71                | 21 ottobre 2008   | Spacewatch        |
| 403218 - | 2008 UQ81                | 3 dicembre 2005   | Spacewatch        |
| 403219 - | 2008 US105               | 8 ottobre 2008    | Spacewatch        |
| 403220 - | 2008 UN125               | 22 ottobre 2008   | Spacewatch        |
| 403221 - | 2008 UN145               | 23 ottobre 2008   | Spacewatch        |
| 403222 - | 2008 US151               | 23 ottobre 2008   | Spacewatch        |
| 403223 - | 2008 US204               | 6 ottobre 2008    | CSS               |
| 403224 - | 2008 UJ211               | 1º ottobre 2008   | Mt. Lemmon Survey |
| 403225 - | 2008 UT221               | 25 ottobre 2008   | Spacewatch        |
| 403226 - | 2008 UP224               | 25 ottobre 2008   | Spacewatch        |
| 403227 - | 2008 UH229               | 25 ottobre 2008   | Mt. Lemmon Survey |
| 403228 - | 2008 UP239               | 26 ottobre 2008   | Spacewatch        |
| 403229 - | 2008 UH275               | 20 ottobre 2008   | Spacewatch        |
| 403230 - | 2008 UO283               | 28 ottobre 2008   | Mt. Lemmon Survey |
| 403231 - | 2008 UU286               | 28 ottobre 2008   | Mt. Lemmon Survey |
| 403232 - | 2008 UC328               | 23 settembre 2008 | Spacewatch        |
| 403233 - | 2008 UM338               | 21 ottobre 2008   | Spacewatch        |
| 403234 - | 2008 UX343               | 25 ottobre 2008   | Spacewatch        |
| 403235 - | 2008 UL351               | 28 ottobre 2008   | Mt. Lemmon Survey |
| 403236 - | 2008 UU353               | 20 ottobre 2008   | Spacewatch        |
| 403237 - | 2008 VE11                | 2 novembre 2008   | Mt. Lemmon Survey |
| 403238 - | 2008 VD16                | 1º novembre 2008  | Spacewatch        |
| 403239 - | 2008 VK67                | 7 novembre 2008   | Mt. Lemmon Survey |
| 403240 - | 2008 VH70                | 7 novembre 2008   | Mt. Lemmon Survey |
| 403241 - | 2008 VK80                | 1º novembre 2008  | Mt. Lemmon Survey |
| 403242 - | 2008 WD31                | 19 novembre 2008  | Mt. Lemmon Survey |
| 403243 - | 2008 WY31                | 30 gennaio 2006   | Spacewatch        |
| 403244 - | 2008 WE34                | 25 maggio 2007    | Mt. Lemmon Survey |
| 403245 - | 2008 WP136               | 20 novembre 2008  | LINEAR            |
| 403246 - | 2008 XT                  | 1º dicembre 2008  | Jarnac            |
| 403247 - | 2008 XO2                 | 5 dicembre 2008   | Mt. Lemmon Survey |
| 403248 - | 2008 XU12                | 3 novembre 2008   | Mt. Lemmon Survey |
| 403249 - | 2008 XO51                | 2 dicembre 2008   | Spacewatch        |
| 403250 - | 2008 YC                  | 19 novembre 2008  | Spacewatch        |
| 403251 - | 2008 YC10                | 19 dicembre 2008  | LUSS              |
| 403252 - | 2008 YR10                | 18 novembre 2008  | Spacewatch        |
| 403253 - | 2008 YF16                | 21 dicembre 2008  | LINEAR            |
| 403254 - | 2008 YL18                | 21 dicembre 2008  | Spacewatch        |
| 403255 - | 2008 YP44                | 12 febbraio 2002  | Spacewatch        |
| 403256 - | 2008 YH47                | 8 novembre 2008   | Mt. Lemmon Survey |
| 403257 - | 2008 YL65                | 30 dicembre 2008  | Spacewatch        |
| 403258 - | 2008 YH78                | 30 dicembre 2008  | Mt. Lemmon Survey |
| 403259 - | 2008 YR79                | 30 dicembre 2008  | Mt. Lemmon Survey |
| 403260 - | 2008 YE80                | 30 dicembre 2008  | Mt. Lemmon Survey |
| 403261 - | 2008 YE105               | 29 dicembre 2008  | Spacewatch        |
| 403262 - | 2008 YF126               | 30 dicembre 2008  | Spacewatch        |
| 403263 - | 2008 YC137               | 4 dicembre 2008   | Mt. Lemmon Survey |
| 403264 - | 2008 YD137               | 5 ottobre 2004    | Spacewatch        |
| 403265 - | 2008 YQ144               | 30 dicembre 2008  | Mt. Lemmon Survey |
| 403266 - | 2008 YE145               | 30 dicembre 2008  | Spacewatch        |
| 403267 - | 2008 YW150               | 22 dicembre 2008  | Spacewatch        |
| 403268 - | 2008 YZ150               | 7 gennaio 2002    | Spacewatch        |
| 403269 - | 2008 YB154               | 21 dicembre 2008  | Spacewatch        |
| 403270 - | 2008 YR165               | 30 dicembre 2008  | Spacewatch        |
| 403271 - | 2009 AM2                 | 2 gennaio 2009    | Mt. Lemmon Survey |
| 403272 - | 2009 AJ10                | 2 gennaio 2009    | Mt. Lemmon Survey |
| 403273 - | 2009 AT14                | 23 novembre 2008  | Mt. Lemmon Survey |
| 403274 - | 2009 AY22                | 3 gennaio 2009    | Spacewatch        |
| 403275 - | 2009 AO39                | 15 gennaio 2009   | Spacewatch        |
| 403276 - | 2009 AB41                | 24 novembre 2008  | Mt. Lemmon Survey |
| 403277 - | 2009 AD46                | 3 gennaio 2009    | Mt. Lemmon Survey |
| 403278 - | 2009 AV46                | 2 gennaio 2009    | Spacewatch        |
| 403279 - | 2009 BJ20                | 24 novembre 2008  | Mt. Lemmon Survey |
| 403280 - | 2009 BD22                | 1º gennaio 2009   | Mt. Lemmon Survey |
| 403281 - | 2009 BJ23                | 1º dicembre 2008  | Mt. Lemmon Survey |
| 403282 - | 2009 BF27                | 5 settembre 2007  | Mt. Lemmon Survey |
| 403283 - | 2009 BA36                | 4 dicembre 2008   | Mt. Lemmon Survey |
| 403284 - | 2009 BH44                | 16 gennaio 2009   | Spacewatch        |
| 403285 - | 2009 BC51                | 16 gennaio 2009   | Mt. Lemmon Survey |
| 403286 - | 2009 BL56                | 17 gennaio 2009   | Mt. Lemmon Survey |
| 403287 - | 2009 BD62                | 18 gennaio 2009   | Mt. Lemmon Survey |
| 403288 - | 2009 BC64                | 20 gennaio 2009   | CSS               |
| 403289 - | 2009 BU72                | 31 dicembre 2008  | Mt. Lemmon Survey |
| 403290 - | 2009 BO75                | 3 dicembre 2008   | Mt. Lemmon Survey |
| 403291 - | 2009 BX86                | 25 gennaio 2009   | Spacewatch        |
| 403292 - | 2009 BW96                | 25 gennaio 2009   | CSS               |
| 403293 - | 2009 BQ104               | 16 gennaio 2009   | Spacewatch        |
| 403294 - | 2009 BD107               | 17 gennaio 2009   | Spacewatch        |
| 403295 - | 2009 BX108               | 29 gennaio 2009   | Mt. Lemmon Survey |
| 403296 - | 2009 BC109               | 30 gennaio 2009   | Mt. Lemmon Survey |
| 403297 - | 2009 BF116               | 29 gennaio 2009   | Spacewatch        |
| 403298 - | 2009 BJ144               | 30 gennaio 2009   | Spacewatch        |
| 403299 - | 2009 BR158               | 31 gennaio 2009   | Spacewatch        |
| 403300 - | 2009 BH162               | 9 ottobre 2007    | Mt. Lemmon Survey |

## 403301-403400
| Nome     | Designazione provvisoria | Data di scoperta  | Scopritore           |
| -------- | ------------------------ | ----------------- | -------------------- |
| 403301 - | 2009 BL164               | 31 gennaio 2009   | Spacewatch           |
| 403302 - | 2009 BT173               | 20 gennaio 2009   | Mt. Lemmon Survey    |
| 403303 - | 2009 BA175               | 11 settembre 2007 | Mt. Lemmon Survey    |
| 403304 - | 2009 BH182               | 17 gennaio 2009   | Spacewatch           |
| 403305 - | 2009 BZ184               | 11 ottobre 2004   | Spacewatch           |
| 403306 - | 2009 BP190               | 31 gennaio 2009   | Mt. Lemmon Survey    |
| 403307 - | 2009 CR6                 | 14 febbraio 2009  | Starkenburg          |
| 403308 - | 2009 CD18                | 20 gennaio 2009   | Mt. Lemmon Survey    |
| 403309 - | 2009 CE27                | 1º febbraio 2009  | Spacewatch           |
| 403310 - | 2009 CA29                | 1º febbraio 2009  | Spacewatch           |
| 403311 - | 2009 CC29                | 22 dicembre 2008  | Mt. Lemmon Survey    |
| 403312 - | 2009 CH29                | 1º febbraio 2009  | Spacewatch           |
| 403313 - | 2009 CS29                | 1º febbraio 2009  | Spacewatch           |
| 403314 - | 2009 CX32                | 1º febbraio 2009  | Spacewatch           |
| 403315 - | 2009 CG43                | 14 febbraio 2009  | CSS                  |
| 403316 - | 2009 CF45                | 17 gennaio 2009   | Mt. Lemmon Survey    |
| 403317 - | 2009 CW59                | 15 febbraio 2009  | CSS                  |
| 403318 - | 2009 CK62                | 4 febbraio 2009   | Spacewatch           |
| 403319 - | 2009 DU14                | 19 febbraio 2009  | Mt. Lemmon Survey    |
| 403320 - | 2009 DS15                | 16 febbraio 2009  | OAM                  |
| 403321 - | 2009 DW17                | 19 febbraio 2009  | Spacewatch           |
| 403322 - | 2009 DS19                | 21 febbraio 2009  | CSS                  |
| 403323 - | 2009 DZ20                | 18 gennaio 2009   | Spacewatch           |
| 403324 - | 2009 DX21                | 19 febbraio 2009  | Spacewatch           |
| 403325 - | 2009 DW22                | 1º gennaio 2009   | Mt. Lemmon Survey    |
| 403326 - | 2009 DU25                | 31 gennaio 2009   | Spacewatch           |
| 403327 - | 2009 DC33                | 23 agosto 2007    | Spacewatch           |
| 403328 - | 2009 DK53                | 19 novembre 2007  | Spacewatch           |
| 403329 - | 2009 DJ60                | 22 febbraio 2009  | Spacewatch           |
| 403330 - | 2009 DC70                | 26 febbraio 2009  | CSS                  |
| 403331 - | 2009 DP77                | 4 febbraio 2009   | Mt. Lemmon Survey    |
| 403332 - | 2009 DG85                | 27 febbraio 2009  | Spacewatch           |
| 403333 - | 2009 DX91                | 27 febbraio 2009  | Spacewatch           |
| 403334 - | 2009 DT93                | 28 febbraio 2009  | Mt. Lemmon Survey    |
| 403335 - | 2009 DE94                | 28 febbraio 2009  | Mt. Lemmon Survey    |
| 403336 - | 2009 DV112               | 27 febbraio 2009  | CSS                  |
| 403337 - | 2009 DB119               | 27 febbraio 2009  | Spacewatch           |
| 403338 - | 2009 DA124               | 19 febbraio 2009  | Spacewatch           |
| 403339 - | 2009 DF127               | 20 febbraio 2009  | Spacewatch           |
| 403340 - | 2009 DN131               | 19 febbraio 2009  | Spacewatch           |
| 403341 - | 2009 DH134               | 17 marzo 2005     | Mt. Lemmon Survey    |
| 403342 - | 2009 DM137               | 28 febbraio 2009  | Spacewatch           |
| 403343 - | 2009 EZ12                | 3 marzo 2009      | CSS                  |
| 403344 - | 2009 EM24                | 25 ottobre 2003   | Spacewatch           |
| 403345 - | 2009 EF25                | 27 agosto 2006    | Spacewatch           |
| 403346 - | 2009 EY30                | 2 marzo 2009      | Mt. Lemmon Survey    |
| 403347 - | 2009 FS3                 | 17 marzo 2009     | OAM                  |
| 403348 - | 2009 FB34                | 25 gennaio 2009   | Spacewatch           |
| 403349 - | 2009 FV55                | 17 marzo 2009     | Siding Spring Survey |
| 403350 - | 2009 FY61                | 31 gennaio 2009   | Mt. Lemmon Survey    |
| 403351 - | 2009 FT68                | 26 marzo 2009     | Mt. Lemmon Survey    |
| 403352 - | 2009 FJ71                | 31 marzo 2009     | Spacewatch           |
| 403353 - | 2009 FH72                | 18 marzo 2009     | Spacewatch           |
| 403354 - | 2009 FH74                | 31 marzo 2009     | Spacewatch           |
| 403355 - | 2009 FY74                | 27 marzo 2009     | Siding Spring Survey |
| 403356 - | 2009 FX75                | 24 marzo 2009     | Spacewatch           |
| 403357 - | 2009 HP                  | 27 febbraio 2009  | CSS                  |
| 403358 - | 2009 HR3                 | 2 aprile 2009     | Mt. Lemmon Survey    |
| 403359 - | 2009 HQ4                 | 17 aprile 2009    | Spacewatch           |
| 403360 - | 2009 HS5                 | 7 marzo 2009      | Mt. Lemmon Survey    |
| 403361 - | 2009 HP6                 | 17 aprile 2009    | Spacewatch           |
| 403362 - | 2009 HE37                | 21 luglio 2006    | Mt. Lemmon Survey    |
| 403363 - | 2009 HR42                | 20 aprile 2009    | Spacewatch           |
| 403364 - | 2009 HB47                | 18 aprile 2009    | Spacewatch           |
| 403365 - | 2009 HF49                | 19 aprile 2009    | Spacewatch           |
| 403366 - | 2009 HJ53                | 19 aprile 2009    | Mt. Lemmon Survey    |
| 403367 - | 2009 HN66                | 19 aprile 2009    | Spacewatch           |
| 403368 - | 2009 HQ66                | 24 aprile 2009    | Spacewatch           |
| 403369 - | 2009 HX74                | 27 aprile 2009    | Mt. Lemmon Survey    |
| 403370 - | 2009 HG75                | 27 aprile 2009    | Spacewatch           |
| 403371 - | 2009 HC79                | 26 aprile 2009    | Spacewatch           |
| 403372 - | 2009 HO80                | 19 marzo 2009     | Spacewatch           |
| 403373 - | 2009 HS80                | 4 giugno 2005     | Spacewatch           |
| 403374 - | 2009 HN96                | 23 aprile 2009    | Spacewatch           |
| 403375 - | 2009 HX103               | 20 aprile 2009    | Spacewatch           |
| 403376 - | 2009 JB10                | 24 marzo 2009     | Mt. Lemmon Survey    |
| 403377 - | 2009 JD12                | 20 aprile 2009    | Spacewatch           |
| 403378 - | 2009 KC11                | 25 maggio 2009    | Spacewatch           |
| 403379 - | 2009 KU21                | 27 maggio 2009    | Mt. Lemmon Survey    |
| 403380 - | 2009 MF9                 | 15 giugno 2009    | Spacewatch           |
| 403381 - | 2009 OQ18                | 28 luglio 2009    | Spacewatch           |
| 403382 - | 2009 PS4                 | 26 dicembre 2005  | Spacewatch           |
| 403383 - | 2009 PO19                | 15 agosto 2009    | Spacewatch           |
| 403384 - | 2009 PS20                | 15 agosto 2009    | LINEAR               |
| 403385 - | 2009 PX20                | 15 agosto 2009    | CSS                  |
| 403386 - | 2009 QM11                | 22 agosto 2009    | Hug, G.              |
| 403387 - | 2009 QQ13                | 16 agosto 2009    | Spacewatch           |
| 403388 - | 2009 QB14                | 16 agosto 2009    | Spacewatch           |
| 403389 - | 2009 QZ14                | 16 agosto 2009    | Spacewatch           |
| 403390 - | 2009 QD46                | 27 agosto 2009    | Spacewatch           |
| 403391 - | 2009 QH52                | 16 agosto 2009    | Spacewatch           |
| 403392 - | 2009 QE55                | 27 agosto 2009    | Spacewatch           |
| 403393 - | 2009 QH56                | 28 agosto 2009    | Spacewatch           |
| 403394 - | 2009 QP56                | 20 agosto 2009    | Spacewatch           |
| 403395 - | 2009 QA59                | 20 agosto 2009    | Spacewatch           |
| 403396 - | 2009 QW61                | 27 agosto 2009    | Spacewatch           |
| 403397 - | 2009 QQ62                | 17 agosto 2009    | Spacewatch           |
| 403398 - | 2009 RO22                | 15 agosto 2009    | CSS                  |
| 403399 - | 2009 RU25                | 15 settembre 2009 | Spacewatch           |
| 403400 - | 2009 RX36                | 30 dicembre 2005  | Mt. Lemmon Survey    |

## 403401-403500
| Nome                   | Designazione provvisoria | Data di scoperta  | Scopritore                  |
| ---------------------- | ------------------------ | ----------------- | --------------------------- |
| 403401 -               | 2009 RW44                | 15 settembre 2009 | Spacewatch                  |
| 403402 -               | 2009 RR45                | 14 settembre 2009 | LINEAR                      |
| 403403 -               | 2009 RT48                | 15 settembre 2009 | Spacewatch                  |
| 403404 -               | 2009 RX50                | 15 settembre 2009 | Spacewatch                  |
| 403405 -               | 2009 RM66                | 15 settembre 2009 | Spacewatch                  |
| 403406 -               | 2009 RK71                | 15 settembre 2009 | Spacewatch                  |
| 403407 -               | 2009 SQ14                | 18 settembre 2009 | BATTeRS                     |
| 403408 -               | 2009 SM16                | 17 settembre 2009 | Mt. Lemmon Survey           |
| 403409 -               | 2009 SO17                | 17 settembre 2009 | Cernis, K., Zdanavicius, J. |
| 403410 -               | 2009 SA24                | 16 settembre 2009 | Spacewatch                  |
| 403411 -               | 2009 SF24                | 16 settembre 2009 | Spacewatch                  |
| 403412 -               | 2009 SZ35                | 16 settembre 2009 | Spacewatch                  |
| 403413 -               | 2009 SV64                | 17 settembre 2009 | Mt. Lemmon Survey           |
| 403414 -               | 2009 SU72                | 15 agosto 2009    | Spacewatch                  |
| 403415 -               | 2009 SU75                | 14 marzo 2007     | Mt. Lemmon Survey           |
| 403416 -               | 2009 SO76                | 17 settembre 2009 | Spacewatch                  |
| 403417 -               | 2009 SX78                | 18 settembre 2009 | Spacewatch                  |
| 403418 -               | 2009 SM92                | 18 settembre 2009 | Mt. Lemmon Survey           |
| 403419 -               | 2009 SA96                | 19 settembre 2009 | Spacewatch                  |
| 403420 -               | 2009 SZ100               | 17 agosto 2009    | Spacewatch                  |
| 403421 -               | 2009 SZ111               | 18 settembre 2009 | Spacewatch                  |
| 403422 -               | 2009 SJ113               | 18 settembre 2009 | Spacewatch                  |
| 403423 -               | 2009 SL115               | 18 settembre 2009 | Spacewatch                  |
| 403424 -               | 2009 SK116               | 18 settembre 2009 | Mt. Lemmon Survey           |
| 403425 -               | 2009 SO122               | 18 settembre 2009 | Mt. Lemmon Survey           |
| 403426 -               | 2009 SS129               | 18 settembre 2009 | Spacewatch                  |
| 403427 -               | 2009 ST130               | 18 settembre 2009 | Spacewatch                  |
| 403428 -               | 2009 SJ132               | 18 settembre 2009 | Spacewatch                  |
| 403429 -               | 2009 SA141               | 18 settembre 2003 | Spacewatch                  |
| 403430 -               | 2009 ST175               | 19 settembre 2009 | Mt. Lemmon Survey           |
| 403431 -               | 2009 SD183               | 21 settembre 2009 | Spacewatch                  |
| 403432 -               | 2009 SK183               | 21 settembre 2009 | Spacewatch                  |
| 403433 -               | 2009 SZ183               | 17 settembre 2009 | Spacewatch                  |
| 403434 -               | 2009 SG185               | 21 settembre 2009 | Spacewatch                  |
| 403435 -               | 2009 SM192               | 10 settembre 2009 | CSS                         |
| 403436 -               | 2009 SL206               | 23 settembre 2009 | Spacewatch                  |
| 403437 -               | 2009 SW212               | 23 settembre 2009 | Spacewatch                  |
| 403438 -               | 2009 SF213               | 23 settembre 2009 | Spacewatch                  |
| 403439 -               | 2009 SA216               | 24 settembre 2009 | Spacewatch                  |
| 403440 -               | 2009 SY229               | 16 settembre 2009 | Spacewatch                  |
| 403441 -               | 2009 SM233               | 20 settembre 2009 | Mt. Lemmon Survey           |
| 403442 -               | 2009 SX234               | 17 settembre 2009 | CSS                         |
| 403443 -               | 2009 SW238               | 16 settembre 2009 | CSS                         |
| 403444 -               | 2009 SY245               | 17 settembre 2009 | Spacewatch                  |
| 403445 -               | 2009 SB251               | 28 luglio 2009    | Spacewatch                  |
| 403446 -               | 2009 SW268               | 24 settembre 2009 | Spacewatch                  |
| 403447 -               | 2009 SQ273               | 17 settembre 2009 | Spacewatch                  |
| 403448 -               | 2009 SM276               | 17 settembre 2009 | Spacewatch                  |
| 403449 -               | 2009 SH288               | 21 settembre 2009 | Spacewatch                  |
| 403450 -               | 2009 SP289               | 25 settembre 2009 | Spacewatch                  |
| 403451 -               | 2009 SX293               | 26 settembre 2009 | Spacewatch                  |
| 403452 -               | 2009 SA294               | 27 settembre 2009 | Spacewatch                  |
| 403453 -               | 2009 SL305               | 17 settembre 2009 | Spacewatch                  |
| 403454 -               | 2009 SU309               | 18 settembre 2009 | Spacewatch                  |
| 403455 -               | 2009 ST318               | 20 settembre 2009 | Spacewatch                  |
| 403456 -               | 2009 SC319               | 27 dicembre 2005  | Spacewatch                  |
| 403457 -               | 2009 SY321               | 22 settembre 2009 | Spacewatch                  |
| 403458 -               | 2009 SE330               | 18 settembre 2009 | Spacewatch                  |
| 403459 -               | 2009 SL332               | 21 settembre 2009 | CSS                         |
| 403460 -               | 2009 SD336               | 23 settembre 2009 | Spacewatch                  |
| 403461 -               | 2009 ST342               | 16 settembre 2009 | CSS                         |
| 403462 -               | 2009 SA343               | 17 settembre 2009 | Spacewatch                  |
| 403463 -               | 2009 SE352               | 22 settembre 2009 | CSS                         |
| 403464 -               | 2009 SG353               | 19 settembre 2009 | Spacewatch                  |
| 403465 -               | 2009 SB363               | 15 settembre 2009 | Spacewatch                  |
| 403466 -               | 2009 TM4                 | 15 settembre 2009 | Spacewatch                  |
| 403467 -               | 2009 TU4                 | 27 luglio 2009    | Spacewatch                  |
| 403468 -               | 2009 TZ7                 | 28 settembre 2009 | Mt. Lemmon Survey           |
| 403469 -               | 2009 TV9                 | 15 ottobre 2009   | Lowe, A.                    |
| 403470 -               | 2009 TP10                | 16 dicembre 1993  | Spacewatch                  |
| 403471 -               | 2009 TT19                | 11 ottobre 2009   | Mt. Lemmon Survey           |
| 403472 -               | 2009 TB27                | 16 settembre 2009 | CSS                         |
| 403473 -               | 2009 TN33                | 9 ottobre 2009    | CSS                         |
| 403474 -               | 2009 TB34                | 10 ottobre 2009   | CSS                         |
| 403475 -               | 2009 TP42                | 12 ottobre 2009   | Mt. Lemmon Survey           |
| 403476 -               | 2009 UD3                 | 14 ottobre 2009   | Mt. Lemmon Survey           |
| 403477 -               | 2009 UK5                 | 26 gennaio 2006   | CSS                         |
| 403478 -               | 2009 UL8                 | 16 ottobre 2009   | CSS                         |
| 403479 -               | 2009 UQ20                | 2 ottobre 2009    | Mt. Lemmon Survey           |
| 403480 -               | 2009 UP21                | 16 ottobre 2009   | Mt. Lemmon Survey           |
| 403481 -               | 2009 UL27                | 19 settembre 2009 | Mt. Lemmon Survey           |
| 403482 -               | 2009 UP30                | 18 ottobre 2009   | Mt. Lemmon Survey           |
| 403483 -               | 2009 UH38                | 22 ottobre 2009   | Mt. Lemmon Survey           |
| 403484 -               | 2009 UB41                | 18 ottobre 2009   | Mt. Lemmon Survey           |
| 403485 -               | 2009 UB54                | 23 ottobre 2009   | Mt. Lemmon Survey           |
| 403486 -               | 2009 UX57                | 23 ottobre 2009   | Mt. Lemmon Survey           |
| 403487 -               | 2009 UU61                | 17 ottobre 2009   | Mt. Lemmon Survey           |
| 403488 -               | 2009 UC71                | 22 ottobre 2009   | CSS                         |
| 403489 -               | 2009 UD73                | 3 maggio 2008     | Spacewatch                  |
| 403490 -               | 2009 UJ73                | 18 ottobre 2009   | Mt. Lemmon Survey           |
| 403491 Anthonygrayling | 2009 UX73                | 21 ottobre 2009   | CSS                         |
| 403492 -               | 2009 UD89                | 24 ottobre 2009   | CSS                         |
| 403493 -               | 2009 UE89                | 26 ottobre 2009   | Muler, G.                   |
| 403494 -               | 2009 UR89                | 24 ottobre 2009   | CSS                         |
| 403495 -               | 2009 UM98                | 23 ottobre 2009   | Mt. Lemmon Survey           |
| 403496 -               | 2009 UY131               | 16 ottobre 2009   | CSS                         |
| 403497 -               | 2009 UT132               | 17 ottobre 2009   | CSS                         |
| 403498 -               | 2009 UA137               | 27 ottobre 2009   | OAM                         |
| 403499 -               | 2009 UK147               | 24 ottobre 2009   | Spacewatch                  |
| 403500 -               | 2009 VY14                | 24 ottobre 2009   | Spacewatch                  |

## 403501-403600
| Nome             | Designazione provvisoria | Data di scoperta  | Scopritore           |
| ---------------- | ------------------------ | ----------------- | -------------------- |
| 403501 -         | 2009 VS22                | 9 novembre 2009   | Mt. Lemmon Survey    |
| 403502 -         | 2009 VZ36                | 8 novembre 2009   | Spacewatch           |
| 403503 -         | 2009 VN59                | 9 novembre 2009   | LINEAR               |
| 403504 -         | 2009 VP61                | 8 novembre 2009   | Spacewatch           |
| 403505 -         | 2009 VO80                | 22 settembre 2009 | CSS                  |
| 403506 -         | 2009 VY82                | 9 novembre 2009   | Spacewatch           |
| 403507 -         | 2009 VY91                | 9 novembre 2009   | CSS                  |
| 403508 -         | 2009 VT92                | 1º ottobre 2009   | Mt. Lemmon Survey    |
| 403509 -         | 2009 WQ5                 | 17 novembre 2009  | Jarnac               |
| 403510 -         | 2009 WJ52                | 24 ottobre 2009   | CSS                  |
| 403511 -         | 2009 WY89                | 23 gennaio 2006   | Mt. Lemmon Survey    |
| 403512 -         | 2009 WT118               | 20 novembre 2009  | Spacewatch           |
| 403513 -         | 2009 WG120               | 14 novembre 1998  | Spacewatch           |
| 403514 -         | 2009 WW236               | 22 settembre 2009 | Mt. Lemmon Survey    |
| 403515 -         | 2009 XZ15                | 15 dicembre 2009  | Mt. Lemmon Survey    |
| 403516 -         | 2010 AN3                 | 8 gennaio 2010    | CSS                  |
| 403517 -         | 2010 AR3                 | 6 gennaio 2010    | BATTeRS              |
| 403518 -         | 2010 AR101               | 28 settembre 2009 | Mt. Lemmon Survey    |
| 403519 -         | 2010 BJ61                | 19 settembre 2003 | Spacewatch           |
| 403520 -         | 2010 CS6                 | 6 febbraio 2010   | WISE                 |
| 403521 -         | 2010 CH70                | 13 febbraio 2010  | Mt. Lemmon Survey    |
| 403522 -         | 2010 CB83                | 14 febbraio 2010  | Mt. Lemmon Survey    |
| 403523 -         | 2010 CN150               | 14 febbraio 2010  | Mt. Lemmon Survey    |
| 403524 -         | 2010 DD3                 | 5 aprile 2003     | Spacewatch           |
| 403525 -         | 2010 DF45                | 17 febbraio 2010  | Spacewatch           |
| 403526 -         | 2010 ES36                | 13 febbraio 2010  | Spacewatch           |
| 403527 -         | 2010 EC78                | 8 aprile 2003     | Spacewatch           |
| 403528 -         | 2010 ES101               | 28 settembre 1992 | Spacewatch           |
| 403529 -         | 2010 ED127               | 13 marzo 2010     | CSS                  |
| 403530 -         | 2010 EJ131               | 28 ottobre 2008   | Spacewatch           |
| 403531 -         | 2010 FN1                 | 16 marzo 2010     | Mt. Lemmon Survey    |
| 403532 -         | 2010 FG88                | 22 marzo 2010     | ESA OGS              |
| 403533 -         | 2010 FP88                | 17 marzo 2010     | Spacewatch           |
| 403534 -         | 2010 GZ29                | 26 aprile 2003    | Spacewatch           |
| 403535 -         | 2010 GE98                | 8 novembre 2008   | Spacewatch           |
| 403536 -         | 2010 GW102               | 3 ottobre 2008    | Mt. Lemmon Survey    |
| 403537 -         | 2010 GY114               | 10 aprile 2010    | Spacewatch           |
| 403538 -         | 2010 GP119               | 11 aprile 2010    | Spacewatch           |
| 403539 -         | 2010 GN140               | 8 aprile 2010     | Spacewatch           |
| 403540 -         | 2010 GP145               | 13 marzo 2010     | Mt. Lemmon Survey    |
| 403541 -         | 2010 GO156               | 1º dicembre 2005  | Spacewatch           |
| 403542 -         | 2010 HR8                 | 17 aprile 2010    | WISE                 |
| 403543 -         | 2010 HG17                | 18 aprile 2010    | WISE                 |
| 403544 -         | 2010 HF80                | 25 aprile 2010    | Mt. Lemmon Survey    |
| 403545 -         | 2010 HM80                | 26 aprile 2010    | Mt. Lemmon Survey    |
| 403546 -         | 2010 HQ98                | 30 aprile 2010    | WISE                 |
| 403547 -         | 2010 HB104               | 16 aprile 2010    | Siding Spring Survey |
| 403548 -         | 2010 HB114               | 23 gennaio 2006   | Mt. Lemmon Survey    |
| 403549 -         | 2010 JJ                  | 3 maggio 2010     | Tenagra II           |
| 403550 -         | 2010 JY29                | 3 maggio 2010     | Spacewatch           |
| 403551 -         | 2010 JX68                | 9 maggio 2010     | WISE                 |
| 403552 -         | 2010 JP71                | 5 maggio 2010     | Mt. Lemmon Survey    |
| 403553 -         | 2010 JR72                | 9 gennaio 2006    | Spacewatch           |
| 403554 -         | 2010 JN165               | 11 maggio 2010    | Mt. Lemmon Survey    |
| 403555 -         | 2010 JQ168               | 12 maggio 2010    | Mt. Lemmon Survey    |
| 403556 -         | 2010 KU58                | 22 maggio 2010    | WISE                 |
| 403557 -         | 2010 KR88                | 27 maggio 2010    | WISE                 |
| 403558 -         | 2010 LZ4                 | 1º giugno 2010    | WISE                 |
| 403559 -         | 2010 LD35                | 5 settembre 2007  | CSS                  |
| 403560 -         | 2010 LA70                | 21 luglio 2006    | Mt. Lemmon Survey    |
| 403561 -         | 2010 LK81                | 31 marzo 2009     | Spacewatch           |
| 403562 -         | 2010 LX94                | 16 novembre 2006  | CSS                  |
| 403563 Ledbetter | 2010 LY97                | 13 giugno 2010    | WISE                 |
| 403564 -         | 2010 MV33                | 21 giugno 2010    | WISE                 |
| 403565 -         | 2010 ML60                | 24 giugno 2010    | WISE                 |
| 403566 -         | 2010 MF103               | 16 ottobre 2006   | Spacewatch           |
| 403567 -         | 2010 MQ107               | 18 gennaio 2008   | Mt. Lemmon Survey    |
| 403568 -         | 2010 NJ6                 | 6 luglio 2010     | Spacewatch           |
| 403569 -         | 2010 NO37                | 13 novembre 2006  | Mt. Lemmon Survey    |
| 403570 -         | 2010 NK42                | 9 luglio 2010     | WISE                 |
| 403571 -         | 2010 NJ58                | 18 novembre 2001  | Spacewatch           |
| 403572 -         | 2010 NQ71                | 17 novembre 2006  | Spacewatch           |
| 403573 -         | 2010 NT79                | 25 novembre 2006  | Spacewatch           |
| 403574 -         | 2010 NM97                | 11 luglio 2010    | WISE                 |
| 403575 -         | 2010 NA99                | 19 settembre 2001 | LINEAR               |
| 403576 -         | 2010 NL108               | 5 marzo 2008      | Mt. Lemmon Survey    |
| 403577 -         | 2010 NV114               | 14 luglio 2010    | WISE                 |
| 403578 -         | 2010 OY24                | 28 febbraio 2008  | Spacewatch           |
| 403579 -         | 2010 OQ30                | 26 dicembre 2006  | CSS                  |
| 403580 -         | 2010 OW33                | 20 luglio 2010    | WISE                 |
| 403581 -         | 2010 OY47                | 8 settembre 2001  | LINEAR               |
| 403582 -         | 2010 OQ59                | 24 luglio 2010    | WISE                 |
| 403583 -         | 2010 OD73                | 9 dicembre 2001   | LINEAR               |
| 403584 -         | 2010 OR99                | 13 settembre 2005 | Spacewatch           |
| 403585 -         | 2010 OE127               | 16 settembre 2006 | CSS                  |
| 403586 -         | 2010 PN10                | 19 marzo 2005     | Siding Spring Survey |
| 403587 -         | 2010 PY23                | 3 agosto 2010     | Spacewatch           |
| 403588 -         | 2010 PO25                | 17 dicembre 2001  | LINEAR               |
| 403589 -         | 2010 PA40                | 26 gennaio 2003   | Spacewatch           |
| 403590 -         | 2010 PY46                | 13 dicembre 2006  | Spacewatch           |
| 403591 -         | 2010 PF58                | 19 giugno 2010    | Mt. Lemmon Survey    |
| 403592 -         | 2010 PN77                | 21 giugno 2010    | Mt. Lemmon Survey    |
| 403593 -         | 2010 PT79                | 13 agosto 2010    | Spacewatch           |
| 403594 -         | 2010 PC80                | 28 settembre 2006 | Spacewatch           |
| 403595 -         | 2010 QN2                 | 21 agosto 2010    | Siding Spring Survey |
| 403596 -         | 2010 RN4                 | 16 ottobre 2006   | Spacewatch           |
| 403597 -         | 2010 RO5                 | 2 ottobre 2006    | Mt. Lemmon Survey    |
| 403598 -         | 2010 RN7                 | 2 settembre 2010  | Mt. Lemmon Survey    |
| 403599 -         | 2010 RQ7                 | 10 gennaio 2008   | Spacewatch           |
| 403600 -         | 2010 RM10                | 2 settembre 2010  | Mt. Lemmon Survey    |

## 403601-403700
| Nome     | Designazione provvisoria | Data di scoperta  | Scopritore        |
| -------- | ------------------------ | ----------------- | ----------------- |
| 403601 - | 2010 RU14                | 17 settembre 2006 | CSS               |
| 403602 - | 2010 RK29                | 4 settembre 2010  | Mt. Lemmon Survey |
| 403603 - | 2010 RC37                | 16 settembre 2006 | CSS               |
| 403604 - | 2010 RZ37                | 5 gennaio 2003    | LONEOS            |
| 403605 - | 2010 RL40                | 16 marzo 2004     | Spacewatch        |
| 403606 - | 2010 RL48                | 4 settembre 2010  | Spacewatch        |
| 403607 - | 2010 RM49                | 30 agosto 2005    | Spacewatch        |
| 403608 - | 2010 RC51                | 4 settembre 2010  | Spacewatch        |
| 403609 - | 2010 RP55                | 18 dicembre 2007  | Mt. Lemmon Survey |
| 403610 - | 2010 RQ59                | 6 settembre 2010  | Spacewatch        |
| 403611 - | 2010 RW81                | 10 febbraio 2008  | Spacewatch        |
| 403612 - | 2010 RR85                | 30 settembre 2006 | Mt. Lemmon Survey |
| 403613 - | 2010 RZ88                | 20 ottobre 2006   | Spacewatch        |
| 403614 - | 2010 RB101               | 10 settembre 2010 | Spacewatch        |
| 403615 - | 2010 RJ101               | 10 settembre 2010 | Spacewatch        |
| 403616 - | 2010 RM101               | 19 settembre 2001 | LINEAR            |
| 403617 - | 2010 RC105               | 28 marzo 2008     | Mt. Lemmon Survey |
| 403618 - | 2010 RT106               | 4 ottobre 2006    | Mt. Lemmon Survey |
| 403619 - | 2010 RC112               | 11 settembre 2010 | Spacewatch        |
| 403620 - | 2010 RA121               | 19 novembre 2006  | Spacewatch        |
| 403621 - | 2010 RD127               | 16 ottobre 2006   | Spacewatch        |
| 403622 - | 2010 RY127               | 14 settembre 2010 | Spacewatch        |
| 403623 - | 2010 RE129               | 8 febbraio 2008   | Spacewatch        |
| 403624 - | 2010 RQ133               | 24 settembre 2006 | LONEOS            |
| 403625 - | 2010 RB148               | 28 ottobre 2006   | Mt. Lemmon Survey |
| 403626 - | 2010 RQ157               | 25 settembre 2006 | Spacewatch        |
| 403627 - | 2010 RJ174               | 8 settembre 2010  | Spacewatch        |
| 403628 - | 2010 RC180               | 15 novembre 2006  | CSS               |
| 403629 - | 2010 RP183               | 14 febbraio 2004  | Spacewatch        |
| 403630 - | 2010 RW183               | 1º ottobre 2005   | Mt. Lemmon Survey |
| 403631 - | 2010 SC6                 | 16 settembre 2010 | Mt. Lemmon Survey |
| 403632 - | 2010 SJ9                 | 3 ottobre 2006    | Mt. Lemmon Survey |
| 403633 - | 2010 ST11                | 28 marzo 2008     | Mt. Lemmon Survey |
| 403634 - | 2010 SD18                | 2 settembre 2010  | Mt. Lemmon Survey |
| 403635 - | 2010 SH19                | 22 novembre 2006  | Mt. Lemmon Survey |
| 403636 - | 2010 SC20                | 10 settembre 2010 | Spacewatch        |
| 403637 - | 2010 SB21                | 20 settembre 2001 | Spacewatch        |
| 403638 - | 2010 SH39                | 29 settembre 2010 | CSS               |
| 403639 - | 2010 TG1                 | 31 marzo 2009     | Spacewatch        |
| 403640 - | 2010 TS2                 | 19 settembre 2010 | Spacewatch        |
| 403641 - | 2010 TC3                 | 13 settembre 2005 | Spacewatch        |
| 403642 - | 2010 TB5                 | 28 marzo 2009     | Spacewatch        |
| 403643 - | 2010 TO15                | 27 dicembre 2006  | Mt. Lemmon Survey |
| 403644 - | 2010 TO30                | 14 settembre 2010 | Spacewatch        |
| 403645 - | 2010 TE43                | 14 settembre 2010 | Spacewatch        |
| 403646 - | 2010 TP45                | 1º settembre 2005 | Spacewatch        |
| 403647 - | 2010 TW53                | 8 ottobre 2010    | Spacewatch        |
| 403648 - | 2010 TH62                | 22 novembre 2006  | Spacewatch        |
| 403649 - | 2010 TP64                | 4 ottobre 2006    | Mt. Lemmon Survey |
| 403650 - | 2010 TG71                | 12 settembre 2001 | LINEAR            |
| 403651 - | 2010 TE76                | 17 settembre 2010 | Spacewatch        |
| 403652 - | 2010 TN78                | 20 maggio 2004    | Spacewatch        |
| 403653 - | 2010 TG83                | 12 agosto 2010    | Spacewatch        |
| 403654 - | 2010 TH84                | 9 febbraio 2008   | Mt. Lemmon Survey |
| 403655 - | 2010 TB89                | 30 settembre 2010 | Mt. Lemmon Survey |
| 403656 - | 2010 TO92                | 2 settembre 2010  | Mt. Lemmon Survey |
| 403657 - | 2010 TS92                | 23 ottobre 2006   | CSS               |
| 403658 - | 2010 TZ95                | 17 ottobre 2006   | Mt. Lemmon Survey |
| 403659 - | 2010 TQ96                | 14 marzo 2008     | CSS               |
| 403660 - | 2010 TS103               | 28 febbraio 2008  | Mt. Lemmon Survey |
| 403661 - | 2010 TL105               | 8 marzo 2008      | Mt. Lemmon Survey |
| 403662 - | 2010 TB107               | 1º ottobre 2010   | Spacewatch        |
| 403663 - | 2010 TH124               | 4 settembre 2010  | Spacewatch        |
| 403664 - | 2010 TT127               | 10 luglio 2010    | WISE              |
| 403665 - | 2010 TP157               | 18 ottobre 2006   | Spacewatch        |
| 403666 - | 2010 TP158               | 27 ottobre 2005   | Spacewatch        |
| 403667 - | 2010 TQ175               | 26 settembre 2006 | CSS               |
| 403668 - | 2010 TZ176               | 5 giugno 2005     | Spacewatch        |
| 403669 - | 2010 TA183               | 16 settembre 2010 | Spacewatch        |
| 403670 - | 2010 TT184               | 15 dicembre 2006  | Spacewatch        |
| 403671 - | 2010 UQ2                 | 14 febbraio 1999  | Spacewatch        |
| 403672 - | 2010 UO11                | 20 novembre 2006  | Spacewatch        |
| 403673 - | 2010 UK21                | 16 ottobre 2001   | Spacewatch        |
| 403674 - | 2010 UE23                | 29 novembre 2005  | Spacewatch        |
| 403675 - | 2010 UM25                | 28 ottobre 2010   | Spacewatch        |
| 403676 - | 2010 UZ26                | 13 dicembre 2006  | Mt. Lemmon Survey |
| 403677 - | 2010 UB31                | 13 ottobre 2010   | Mt. Lemmon Survey |
| 403678 - | 2010 UQ33                | 17 gennaio 2007   | CSS               |
| 403679 - | 2010 UU33                | 20 settembre 2001 | LINEAR            |
| 403680 - | 2010 UB58                | 14 ottobre 2010   | Mt. Lemmon Survey |
| 403681 - | 2010 UZ85                | 19 ottobre 2010   | Mt. Lemmon Survey |
| 403682 - | 2010 UB107               | 30 agosto 2005    | Spacewatch        |
| 403683 - | 2010 VT38                | 17 dicembre 2006  | CSS               |
| 403684 - | 2010 VK40                | 11 ottobre 2010   | Mt. Lemmon Survey |
| 403685 - | 2010 VY47                | 2 novembre 2010   | Spacewatch        |
| 403686 - | 2010 VX55                | 30 ottobre 2005   | Spacewatch        |
| 403687 - | 2010 VY63                | 5 aprile 2008     | Mt. Lemmon Survey |
| 403688 - | 2010 VB65                | 30 ottobre 2010   | Spacewatch        |
| 403689 - | 2010 VW67                | 16 novembre 2006  | Mt. Lemmon Survey |
| 403690 - | 2010 VF85                | 1º novembre 2010  | Spacewatch        |
| 403691 - | 2010 VW95                | 29 novembre 1997  | Spacewatch        |
| 403692 - | 2010 VY97                | 11 aprile 2008    | Mt. Lemmon Survey |
| 403693 - | 2010 VK100               | 4 marzo 2008      | Spacewatch        |
| 403694 - | 2010 VG102               | 30 settembre 2005 | Mt. Lemmon Survey |
| 403695 - | 2010 VN105               | 10 settembre 2004 | LINEAR            |
| 403696 - | 2010 VQ105               | 31 ottobre 2005   | Mt. Lemmon Survey |
| 403697 - | 2010 VG113               | 1º dicembre 2005  | Mt. Lemmon Survey |
| 403698 - | 2010 VS116               | 30 novembre 2005  | Spacewatch        |
| 403699 - | 2010 VC118               | 19 marzo 2007     | Mt. Lemmon Survey |
| 403700 - | 2010 VZ144               | 17 ottobre 2010   | Mt. Lemmon Survey |

## 403701-403800
| Nome     | Designazione provvisoria | Data di scoperta  | Scopritore                                                |
| -------- | ------------------------ | ----------------- | --------------------------------------------------------- |
| 403701 - | 2010 VF149               | 22 febbraio 2007  | Spacewatch                                                |
| 403702 - | 2010 VR150               | 6 novembre 2010   | Mt. Lemmon Survey                                         |
| 403703 - | 2010 VD157               | 8 novembre 2010   | Spacewatch                                                |
| 403704 - | 2010 VL159               | 30 dicembre 2005  | Spacewatch                                                |
| 403705 - | 2010 VN166               | 24 novembre 2006  | Mt. Lemmon Survey                                         |
| 403706 - | 2010 VU171               | 10 novembre 2010  | Mt. Lemmon Survey                                         |
| 403707 - | 2010 VY172               | 10 novembre 2010  | Mt. Lemmon Survey                                         |
| 403708 - | 2010 VF175               | 27 gennaio 2007   | Mt. Lemmon Survey                                         |
| 403709 - | 2010 VB185               | 28 dicembre 2005  | Spacewatch                                                |
| 403710 - | 2010 VD187               | 10 ottobre 2010   | Mt. Lemmon Survey                                         |
| 403711 - | 2010 VE203               | 29 gennaio 1995   | Spacewatch                                                |
| 403712 - | 2010 VV203               | 8 febbraio 2008   | Spacewatch                                                |
| 403713 - | 2010 VL204               | 14 settembre 2005 | Spacewatch                                                |
| 403714 - | 2010 VT205               | 20 settembre 1995 | Spacewatch                                                |
| 403715 - | 2010 VA208               | 12 aprile 2004    | Spacewatch                                                |
| 403716 - | 2010 VK215               | 29 agosto 2005    | Spacewatch                                                |
| 403717 - | 2010 VV219               | 20 novembre 2006  | Spacewatch                                                |
| 403718 - | 2010 WU7                 | 12 marzo 2007     | Spacewatch                                                |
| 403719 - | 2010 WH11                | 30 ottobre 2010   | Mt. Lemmon Survey                                         |
| 403720 - | 2010 WX12                | 1º novembre 2005  | Mt. Lemmon Survey                                         |
| 403721 - | 2010 WK24                | 12 novembre 2005  | Spacewatch                                                |
| 403722 - | 2010 WR26                | 10 settembre 2004 | Spacewatch                                                |
| 403723 - | 2010 WU30                | 29 ottobre 2005   | Mt. Lemmon Survey                                         |
| 403724 - | 2010 WR52                | 14 novembre 1999  | LINEAR                                                    |
| 403725 - | 2010 WV53                | 11 giugno 2004    | Spacewatch                                                |
| 403726 - | 2010 WQ58                | 13 novembre 2010  | Spacewatch                                                |
| 403727 - | 2010 WH60                | 3 novembre 2010   | Spacewatch                                                |
| 403728 - | 2010 WR63                | 24 settembre 2009 | Mt. Lemmon Survey                                         |
| 403729 - | 2010 XU8                 | 7 gennaio 2003    | LINEAR                                                    |
| 403730 - | 2010 XX10                | 11 ottobre 1977   | van Houten, C. J., van Houten-Groeneveld, I., Gehrels, T. |
| 403731 - | 2010 XQ20                | 13 settembre 2004 | LINEAR                                                    |
| 403732 - | 2010 XA39                | 3 ottobre 2005    | CSS                                                       |
| 403733 - | 2010 XS40                | 18 settembre 2009 | Mt. Lemmon Survey                                         |
| 403734 - | 2010 XB41                | 16 settembre 2009 | CSS                                                       |
| 403735 - | 2010 XE44                | 28 ottobre 2005   | Mt. Lemmon Survey                                         |
| 403736 - | 2010 XC57                | 31 marzo 2008     | Mt. Lemmon Survey                                         |
| 403737 - | 2010 XW57                | 7 dicembre 2005   | Spacewatch                                                |
| 403738 - | 2010 XU66                | 26 dicembre 2005  | Spacewatch                                                |
| 403739 - | 2010 XN85                | 27 gennaio 2007   | Mt. Lemmon Survey                                         |
| 403740 - | 2011 AZ                  | 30 agosto 2005    | Spacewatch                                                |
| 403741 - | 2011 AM5                 | 30 maggio 2009    | Mt. Lemmon Survey                                         |
| 403742 - | 2011 AB13                | 3 gennaio 2011    | CSS                                                       |
| 403743 - | 2011 AJ14                | 18 settembre 2009 | CSS                                                       |
| 403744 - | 2011 AJ16                | 1º dicembre 2005  | Spacewatch                                                |
| 403745 - | 2011 AS23                | 7 novembre 2010   | Mt. Lemmon Survey                                         |
| 403746 - | 2011 AR29                | 27 gennaio 2006   | Mt. Lemmon Survey                                         |
| 403747 - | 2011 AX41                | 24 maggio 2001    | Spacewatch                                                |
| 403748 - | 2011 AH42                | 4 marzo 2006      | Spacewatch                                                |
| 403749 - | 2011 AC56                | 2 gennaio 2006    | CSS                                                       |
| 403750 - | 2011 AQ62                | 8 gennaio 1994    | Spacewatch                                                |
| 403751 - | 2011 AF74                | 11 dicembre 2004  | Spacewatch                                                |
| 403752 - | 2011 AH79                | 22 settembre 2009 | CSS                                                       |
| 403753 - | 2011 BS2                 | 7 gennaio 2006    | Spacewatch                                                |
| 403754 - | 2011 BE6                 | 3 novembre 2004   | Spacewatch                                                |
| 403755 - | 2011 BZ9                 | 29 agosto 2009    | Spacewatch                                                |
| 403756 - | 2011 BV13                | 30 settembre 2009 | Mt. Lemmon Survey                                         |
| 403757 - | 2011 BN28                | 9 novembre 2009   | CSS                                                       |
| 403758 - | 2011 BG33                | 18 novembre 1998  | Spacewatch                                                |
| 403759 - | 2011 BH58                | 2 marzo 2006      | Spacewatch                                                |
| 403760 - | 2011 BY83                | 25 settembre 2009 | Spacewatch                                                |
| 403761 - | 2011 BR85                | 17 settembre 2009 | CSS                                                       |
| 403762 - | 2011 BX136               | 23 ottobre 2009   | Mt. Lemmon Survey                                         |
| 403763 - | 2011 CE1                 | 18 ottobre 2009   | CSS                                                       |
| 403764 - | 2011 CH5                 | 16 ottobre 2009   | CSS                                                       |
| 403765 - | 2011 CE20                | 20 settembre 2008 | Mt. Lemmon Survey                                         |
| 403766 - | 2011 DA3                 | 5 marzo 2006      | Spacewatch                                                |
| 403767 - | 2011 DP24                | 2 aprile 2006     | LONEOS                                                    |
| 403768 - | 2011 DF26                | 15 gennaio 2005   | Spacewatch                                                |
| 403769 - | 2011 DL29                | 17 settembre 2009 | CSS                                                       |
| 403770 - | 2011 EA2                 | 18 novembre 2009  | CSS                                                       |
| 403771 - | 2011 EV40                | 9 marzo 2011      | LINEAR                                                    |
| 403772 - | 2011 EY50                | 24 febbraio 2006  | CSS                                                       |
| 403773 - | 2011 EA77                | 24 febbraio 2006  | Spacewatch                                                |
| 403774 - | 2011 FO94                | 2 marzo 2006      | Spacewatch                                                |
| 403775 - | 2011 HS4                 | 26 aprile 2011    | Mt. Lemmon Survey                                         |
| 403776 - | 2011 OV48                | 23 settembre 2008 | Spacewatch                                                |
| 403777 - | 2011 PD                  | 9 ottobre 2005    | Spacewatch                                                |
| 403778 - | 2011 QU35                | 10 novembre 2005  | Spacewatch                                                |
| 403779 - | 2011 QX68                | 22 ottobre 2005   | Spacewatch                                                |
| 403780 - | 2011 QJ79                | 29 ottobre 2008   | Spacewatch                                                |
| 403781 - | 2011 RU17                | 22 novembre 2008  | Spacewatch                                                |
| 403782 - | 2011 SL56                | 1º febbraio 2003  | Spacewatch                                                |
| 403783 - | 2011 SC84                | 3 ottobre 2008    | Mt. Lemmon Survey                                         |
| 403784 - | 2011 SJ132               | 23 settembre 2011 | Spacewatch                                                |
| 403785 - | 2011 SK165               | 21 settembre 2011 | Spacewatch                                                |
| 403786 - | 2011 SS166               | 12 settembre 2001 | LINEAR                                                    |
| 403787 - | 2011 SE174               | 12 settembre 2001 | LINEAR                                                    |
| 403788 - | 2011 SU178               | 16 settembre 2001 | LINEAR                                                    |
| 403789 - | 2011 SL179               | 11 settembre 2007 | Spacewatch                                                |
| 403790 - | 2011 SO184               | 13 novembre 2006  | Spacewatch                                                |
| 403791 - | 2011 SY190               | 7 gennaio 2005    | LINEAR                                                    |
| 403792 - | 2011 SB195               | 3 marzo 2006      | Spacewatch                                                |
| 403793 - | 2011 SG231               | 9 ottobre 2004    | Spacewatch                                                |
| 403794 - | 2011 SB232               | 28 gennaio 2009   | Spacewatch                                                |
| 403795 - | 2011 SR235               | 19 giugno 2010    | Mt. Lemmon Survey                                         |
| 403796 - | 2011 SH249               | 6 gennaio 2006    | Spacewatch                                                |
| 403797 - | 2011 SX260               | 27 settembre 2000 | Spacewatch                                                |
| 403798 - | 2011 UW5                 | 1º febbraio 2009  | Spacewatch                                                |
| 403799 - | 2011 UR14                | 17 ottobre 2011   | Spacewatch                                                |
| 403800 - | 2011 UC24                | 25 dicembre 2005  | Spacewatch                                                |

## 403801-403900
| Nome     | Designazione provvisoria | Data di scoperta  | Scopritore        |
| -------- | ------------------------ | ----------------- | ----------------- |
| 403801 - | 2011 UG47                | 18 ottobre 2011   | Spacewatch        |
| 403802 - | 2011 UU48                | 10 dicembre 2004  | Spacewatch        |
| 403803 - | 2011 UH49                | 18 ottobre 2011   | Spacewatch        |
| 403804 - | 2011 UT54                | 12 ottobre 2007   | Mt. Lemmon Survey |
| 403805 - | 2011 UC57                | 19 novembre 1998  | Spacewatch        |
| 403806 - | 2011 UH64                | 18 ottobre 2011   | Mt. Lemmon Survey |
| 403807 - | 2011 UE76                | 19 ottobre 2011   | Spacewatch        |
| 403808 - | 2011 UR101               | 10 marzo 2005     | Mt. Lemmon Survey |
| 403809 - | 2011 UU103               | 15 dicembre 2004  | Spacewatch        |
| 403810 - | 2011 UL114               | 10 dicembre 2004  | LINEAR            |
| 403811 - | 2011 UX116               | 10 settembre 2007 | Mt. Lemmon Survey |
| 403812 - | 2011 UJ117               | 7 maggio 2006     | Mt. Lemmon Survey |
| 403813 - | 2011 UO117               | 19 luglio 2004    | LONEOS            |
| 403814 - | 2011 UJ124               | 24 novembre 2008  | Mt. Lemmon Survey |
| 403815 - | 2011 UA130               | 5 aprile 2000     | LINEAR            |
| 403816 - | 2011 UL133               | 28 dicembre 2005  | Mt. Lemmon Survey |
| 403817 - | 2011 UR144               | 8 novembre 2008   | Mt. Lemmon Survey |
| 403818 - | 2011 UY144               | 24 ottobre 2011   | CSS               |
| 403819 - | 2011 UD149               | 29 febbraio 2008  | Mt. Lemmon Survey |
| 403820 - | 2011 UB159               | 15 settembre 2004 | Spacewatch        |
| 403821 - | 2011 UN161               | 12 settembre 2007 | CSS               |
| 403822 - | 2011 UX161               | 8 ottobre 2004    | Spacewatch        |
| 403823 - | 2011 UD162               | 7 ottobre 2004    | LONEOS            |
| 403824 - | 2011 UM164               | 7 gennaio 2006    | Spacewatch        |
| 403825 - | 2011 UY165               | 12 dicembre 2004  | Spacewatch        |
| 403826 - | 2011 UM179               | 8 gennaio 2005    | CINEOS            |
| 403827 - | 2011 UC183               | 14 ottobre 2001   | LINEAR            |
| 403828 - | 2011 UU185               | 30 dicembre 2008  | Mt. Lemmon Survey |
| 403829 - | 2011 UT199               | 4 novembre 2007   | Spacewatch        |
| 403830 - | 2011 UB210               | 31 ottobre 2008   | Mt. Lemmon Survey |
| 403831 - | 2011 UA219               | 19 ottobre 2011   | Mt. Lemmon Survey |
| 403832 - | 2011 UL237               | 14 settembre 2007 | LINEAR            |
| 403833 - | 2011 UD241               | 10 settembre 2004 | Spacewatch        |
| 403834 - | 2011 UW244               | 19 gennaio 2005   | Spacewatch        |
| 403835 - | 2011 UW249               | 14 aprile 2010    | Spacewatch        |
| 403836 - | 2011 UM251               | 19 dicembre 2004  | Mt. Lemmon Survey |
| 403837 - | 2011 UR253               | 19 maggio 2010    | Mt. Lemmon Survey |
| 403838 - | 2011 UC254               | 26 gennaio 2006   | Spacewatch        |
| 403839 - | 2011 US263               | 22 marzo 2009     | Mt. Lemmon Survey |
| 403840 - | 2011 UW266               | 18 marzo 2009     | CSS               |
| 403841 - | 2011 UC268               | 14 settembre 2007 | Spacewatch        |
| 403842 - | 2011 UX269               | 31 gennaio 2009   | Mt. Lemmon Survey |
| 403843 - | 2011 UF278               | 24 luglio 2000    | Spacewatch        |
| 403844 - | 2011 UX282               | 10 aprile 2010    | Spacewatch        |
| 403845 - | 2011 UG283               | 11 maggio 2007    | Mt. Lemmon Survey |
| 403846 - | 2011 UD297               | 11 settembre 2004 | Spacewatch        |
| 403847 - | 2011 UG300               | 29 ottobre 2011   | Spacewatch        |
| 403848 - | 2011 UX300               | 21 febbraio 2009  | Spacewatch        |
| 403849 - | 2011 UX301               | 1º gennaio 2009   | Mt. Lemmon Survey |
| 403850 - | 2011 UK310               | 6 ottobre 1996    | Spacewatch        |
| 403851 - | 2011 UX313               | 18 marzo 2010     | Spacewatch        |
| 403852 - | 2011 UM314               | 10 dicembre 2004  | Spacewatch        |
| 403853 - | 2011 UN315               | 18 settembre 2006 | CSS               |
| 403854 - | 2011 UD318               | 21 settembre 2007 | Spacewatch        |
| 403855 - | 2011 UZ318               | 14 settembre 2007 | Spacewatch        |
| 403856 - | 2011 UE341               | 19 gennaio 2005   | Spacewatch        |
| 403857 - | 2011 UL341               | 27 agosto 2001    | Spacewatch        |
| 403858 - | 2011 UD344               | 14 aprile 2005    | Spacewatch        |
| 403859 - | 2011 UY357               | 7 maggio 2006     | Mt. Lemmon Survey |
| 403860 - | 2011 UR382               | 18 febbraio 2004  | Spacewatch        |
| 403861 - | 2011 UT385               | 27 dicembre 2003  | LINEAR            |
| 403862 - | 2011 UT389               | 31 dicembre 2008  | Spacewatch        |
| 403863 - | 2011 UU389               | 9 dicembre 2004   | Spacewatch        |
| 403864 - | 2011 VQ11                | 15 ottobre 2007   | Mt. Lemmon Survey |
| 403865 - | 2011 VO13                | 20 ottobre 2011   | Mt. Lemmon Survey |
| 403866 - | 2011 VK16                | 23 settembre 2011 | Spacewatch        |
| 403867 - | 2011 VA19                | 7 febbraio 2002   | Spacewatch        |
| 403868 - | 2011 WN16                | 16 ottobre 2007   | CSS               |
| 403869 - | 2011 WH19                | 11 novembre 1996  | Spacewatch        |
| 403870 - | 2011 WX24                | 4 settembre 2007  | Mt. Lemmon Survey |
| 403871 - | 2011 WU25                | 18 settembre 2006 | Spacewatch        |
| 403872 - | 2011 WJ35                | 30 ottobre 2011   | Mt. Lemmon Survey |
| 403873 - | 2011 WN37                | 9 marzo 2005      | Mt. Lemmon Survey |
| 403874 - | 2011 WD47                | 18 novembre 1998  | Spacewatch        |
| 403875 - | 2011 WP62                | 23 ottobre 2011   | Spacewatch        |
| 403876 - | 2011 WH66                | 28 settembre 2000 | Spacewatch        |
| 403877 - | 2011 WN66                | 19 dicembre 2003  | LINEAR            |
| 403878 - | 2011 WH72                | 26 aprile 2006    | Spacewatch        |
| 403879 - | 2011 WN72                | 24 maggio 2006    | Spacewatch        |
| 403880 - | 2011 WV82                | 3 novembre 2004   | Spacewatch        |
| 403881 - | 2011 WF85                | 12 settembre 2007 | Mt. Lemmon Survey |
| 403882 - | 2011 WV90                | 12 ottobre 2007   | Mt. Lemmon Survey |
| 403883 - | 2011 WU96                | 31 gennaio 2006   | Spacewatch        |
| 403884 - | 2011 WD105               | 6 febbraio 2002   | LINEAR            |
| 403885 - | 2011 WB106               | 13 settembre 2007 | Mt. Lemmon Survey |
| 403886 - | 2011 WW114               | 1º febbraio 2009  | Spacewatch        |
| 403887 - | 2011 WO116               | 5 settembre 1994  | Spacewatch        |
| 403888 - | 2011 WP116               | 13 ottobre 2007   | CSS               |
| 403889 - | 2011 WU117               | 14 dicembre 2004  | CINEOS            |
| 403890 - | 2011 WO124               | 8 aprile 2006     | Spacewatch        |
| 403891 - | 2011 WM131               | 16 dicembre 2004  | Spacewatch        |
| 403892 - | 2011 WC142               | 6 maggio 2010     | Mt. Lemmon Survey |
| 403893 - | 2011 WX144               | 1º settembre 1998 | Spacewatch        |
| 403894 - | 2011 WG152               | 12 gennaio 2002   | Spacewatch        |
| 403895 - | 2011 WS152               | 28 dicembre 2003  | Spacewatch        |
| 403896 - | 2011 WR153               | 30 settembre 2011 | Mt. Lemmon Survey |
| 403897 - | 2011 YX                  | 27 maggio 2003    | Spacewatch        |
| 403898 - | 2011 YL2                 | 1º gennaio 2008   | CSS               |
| 403899 - | 2011 YL7                 | 19 novembre 2006  | CSS               |
| 403900 - | 2011 YC14                | 30 settembre 2006 | Mt. Lemmon Survey |

## 403901-404000
| Nome     | Designazione provvisoria | Data di scoperta  | Scopritore             |
| -------- | ------------------------ | ----------------- | ---------------------- |
| 403901 - | 2011 YQ17                | 23 novembre 2006  | Mt. Lemmon Survey      |
| 403902 - | 2011 YU22                | 22 novembre 2011  | Mt. Lemmon Survey      |
| 403903 - | 2011 YV24                | 25 dicembre 2011  | Spacewatch             |
| 403904 - | 2011 YJ36                | 22 febbraio 2007  | CSS                    |
| 403905 - | 2011 YD38                | 15 febbraio 2007  | CSS                    |
| 403906 - | 2011 YO40                | 13 gennaio 2008   | Spacewatch             |
| 403907 - | 2011 YT42                | 18 agosto 2007    | LONEOS                 |
| 403908 - | 2011 YO44                | 20 settembre 1996 | Spacewatch             |
| 403909 - | 2011 YQ45                | 12 settembre 1994 | Spacewatch             |
| 403910 - | 2011 YQ46                | 1º dicembre 1996  | Spacewatch             |
| 403911 - | 2011 YX47                | 2 aprile 2009     | Spacewatch             |
| 403912 - | 2011 YD51                | 12 ottobre 2007   | Mt. Lemmon Survey      |
| 403913 - | 2011 YQ56                | 29 dicembre 2011  | Spacewatch             |
| 403914 - | 2011 YR59                | 29 dicembre 2011  | Spacewatch             |
| 403915 - | 2011 YS59                | 6 marzo 2008      | CSS                    |
| 403916 - | 2011 YE60                | 30 ottobre 2010   | Mt. Lemmon Survey      |
| 403917 - | 2011 YJ64                | 11 febbraio 2008  | Mt. Lemmon Survey      |
| 403918 - | 2011 YL67                | 4 ottobre 2006    | Mt. Lemmon Survey      |
| 403919 - | 2011 YH68                | 18 novembre 2006  | Mt. Lemmon Survey      |
| 403920 - | 2011 YB75                | 31 dicembre 2011  | CSS                    |
| 403921 - | 2012 AC7                 | 16 settembre 2006 | CSS                    |
| 403922 - | 2012 AF8                 | 25 dicembre 2011  | Spacewatch             |
| 403923 - | 2012 AK9                 | 10 gennaio 2008   | Spacewatch             |
| 403924 - | 2012 AG13                | 11 novembre 2007  | PMO NEO Survey Program |
| 403925 - | 2012 AV13                | 27 luglio 2009    | Spacewatch             |
| 403926 - | 2012 AY16                | 20 febbraio 2007  | Siding Spring Survey   |
| 403927 - | 2012 AP17                | 1º dicembre 2003  | Spacewatch             |
| 403928 - | 2012 AE20                | 26 dicembre 2011  | Spacewatch             |
| 403929 - | 2012 BX3                 | 18 dicembre 2004  | Mt. Lemmon Survey      |
| 403930 - | 2012 BT9                 | 20 ottobre 2006   | CSS                    |
| 403931 - | 2012 BY11                | 13 aprile 2008    | Mt. Lemmon Survey      |
| 403932 - | 2012 BY15                | 4 dicembre 2007   | CSS                    |
| 403933 - | 2012 BZ15                | 5 luglio 2010     | Spacewatch             |
| 403934 - | 2012 BN17                | 11 settembre 2010 | Mt. Lemmon Survey      |
| 403935 - | 2012 BR18                | 15 marzo 2007     | Mt. Lemmon Survey      |
| 403936 - | 2012 BE20                | 22 novembre 2005  | Spacewatch             |
| 403937 - | 2012 BH20                | 5 giugno 2005     | Spacewatch             |
| 403938 - | 2012 BS20                | 6 dicembre 2005   | Spacewatch             |
| 403939 - | 2012 BD21                | 21 settembre 2001 | LONEOS                 |
| 403940 - | 2012 BH25                | 28 novembre 2011  | Mt. Lemmon Survey      |
| 403941 - | 2012 BY25                | 29 febbraio 2008  | Mt. Lemmon Survey      |
| 403942 - | 2012 BB28                | 19 gennaio 2012   | Spacewatch             |
| 403943 - | 2012 BJ28                | 16 maggio 1999    | Spacewatch             |
| 403944 - | 2012 BW28                | 23 maggio 2003    | Spacewatch             |
| 403945 - | 2012 BW30                | 28 giugno 2010    | WISE                   |
| 403946 - | 2012 BU31                | 31 agosto 2005    | Spacewatch             |
| 403947 - | 2012 BN33                | 2 novembre 2006   | Mt. Lemmon Survey      |
| 403948 - | 2012 BD35                | 18 novembre 2006  | Spacewatch             |
| 403949 - | 2012 BS37                | 16 settembre 2010 | Spacewatch             |
| 403950 - | 2012 BF39                | 12 febbraio 2002  | Spacewatch             |
| 403951 - | 2012 BV39                | 25 settembre 2006 | Mt. Lemmon Survey      |
| 403952 - | 2012 BA45                | 19 novembre 2003  | Spacewatch             |
| 403953 - | 2012 BP47                | 21 dicembre 2005  | CSS                    |
| 403954 - | 2012 BL48                | 30 giugno 2005    | Spacewatch             |
| 403955 - | 2012 BP48                | 29 dicembre 2011  | Spacewatch             |
| 403956 - | 2012 BC52                | 16 settembre 2010 | Mt. Lemmon Survey      |
| 403957 - | 2012 BE52                | 1º dicembre 2006  | Mt. Lemmon Survey      |
| 403958 - | 2012 BC53                | 24 dicembre 2006  | Mt. Lemmon Survey      |
| 403959 - | 2012 BD53                | 21 gennaio 2012   | Spacewatch             |
| 403960 - | 2012 BH55                | 18 settembre 2009 | Mt. Lemmon Survey      |
| 403961 - | 2012 BJ55                | 1º aprile 2008    | Mt. Lemmon Survey      |
| 403962 - | 2012 BN56                | 26 marzo 2008     | Mt. Lemmon Survey      |
| 403963 - | 2012 BX56                | 7 ottobre 2010    | CSS                    |
| 403964 - | 2012 BR59                | 12 settembre 2005 | Spacewatch             |
| 403965 - | 2012 BA68                | 7 febbraio 2008   | Mt. Lemmon Survey      |
| 403966 - | 2012 BC74                | 17 febbraio 2007  | Spacewatch             |
| 403967 - | 2012 BA75                | 27 dicembre 2011  | Mt. Lemmon Survey      |
| 403968 - | 2012 BA78                | 12 marzo 2008     | Spacewatch             |
| 403969 - | 2012 BT78                | 11 marzo 2007     | CSS                    |
| 403970 - | 2012 BY78                | 7 marzo 2008      | Spacewatch             |
| 403971 - | 2012 BJ80                | 16 ottobre 2006   | Spacewatch             |
| 403972 - | 2012 BQ83                | 12 settembre 2007 | CSS                    |
| 403973 - | 2012 BV83                | 13 ottobre 2010   | Spacewatch             |
| 403974 - | 2012 BU87                | 8 febbraio 2008   | CSS                    |
| 403975 - | 2012 BV87                | 28 novembre 2006  | Spacewatch             |
| 403976 - | 2012 BJ93                | 5 novembre 2005   | Spacewatch             |
| 403977 - | 2012 BX93                | 14 dicembre 2007  | Mt. Lemmon Survey      |
| 403978 - | 2012 BO100               | 9 febbraio 2008   | Spacewatch             |
| 403979 - | 2012 BR103               | 27 dicembre 1999  | Spacewatch             |
| 403980 - | 2012 BX103               | 27 dicembre 2005  | Mt. Lemmon Survey      |
| 403981 - | 2012 BY103               | 9 febbraio 2008   | Spacewatch             |
| 403982 - | 2012 BL104               | 4 maggio 2008     | Spacewatch             |
| 403983 - | 2012 BP105               | 29 dicembre 2005  | Spacewatch             |
| 403984 - | 2012 BR106               | 28 dicembre 2011  | Spacewatch             |
| 403985 - | 2012 BG109               | 23 febbraio 2007  | Mt. Lemmon Survey      |
| 403986 - | 2012 BO109               | 28 aprile 2008    | Spacewatch             |
| 403987 - | 2012 BD111               | 31 ottobre 2010   | Mt. Lemmon Survey      |
| 403988 - | 2012 BW113               | 12 ottobre 2010   | Mt. Lemmon Survey      |
| 403989 - | 2012 BR115               | 27 gennaio 2012   | Mt. Lemmon Survey      |
| 403990 - | 2012 BK120               | 28 agosto 2005    | Spacewatch             |
| 403991 - | 2012 BJ122               | 9 marzo 2007      | Spacewatch             |
| 403992 - | 2012 BS122               | 28 febbraio 2008  | Spacewatch             |
| 403993 - | 2012 BL124               | 2 febbraio 2008   | Mt. Lemmon Survey      |
| 403994 - | 2012 BD128               | 2 marzo 2008      | Mt. Lemmon Survey      |
| 403995 - | 2012 BQ130               | 2 dicembre 2010   | Mt. Lemmon Survey      |
| 403996 - | 2012 BU130               | 2 novembre 2011   | Mt. Lemmon Survey      |
| 403997 - | 2012 BX131               | 30 luglio 2010    | WISE                   |
| 403998 - | 2012 BD132               | 28 giugno 2010    | WISE                   |
| 403999 - | 2012 BR136               | 30 dicembre 2000  | Spacewatch             |
| 404000 - | 2012 BH137               | 29 settembre 2005 | Spacewatch             |